# Auguste Toulmouche
Auguste Toulmouche (Nantes, 21 settembre 1829 – Parigi, 16 ottobre 1890) è stato un pittore francese.

## Biografia
Auguste Toulmouche nacque a Nantes da Émile Toulmouche e Rose Sophie Mercier. Nella sua famiglia non vi erano artisti, salvo uno zio scultore. Il giovane Auguste manifestò assai presto la sua inclinazione per l'arte, sicché, finiti i primi studi, nel 1841, a circa dodici anni, entrò nell'atelier dello scultore René Amédée Ménard, a Nantes, per apprendere i primi rudimenti del disegno e della pittura. Nel 1844 passò nell'atelier del ritrattista Biron che insegnava pittura in una Scuola della città.
Finalmente, nel 1846, poté recarsi a Parigi, dove divenne allievo di Charles Gleyre, artista professionista che non aveva incarichi di insegnamento in nessun istituto della capitale. Costui trasmise a Toulmouche le regole della buona pittura accademica, ma lo lasciò libero di esprimersi secondo le proprie inclinazioni. Toulmouche, attirato dalla corrente realista, riuscì a fondere accademismo e realismo nei suoi quadri e si specializzò nei ritratti femminili a tutta figura di belle donne elegantemente vestite, colte in atteggiamenti romantici, spesso sentimentali o ingenuamente maliziosi. Senza però mai dimenticare di arricchire i suoi personaggi di una viva espressività. Merito, questo, che agli inizi non gli fu del tutto riconosciuto.
Toulmouche è noto quindi nella Storia dell'Arte come il pittore della parigina, e non a caso Émile Zola scrive delle « deliziose bambole di Toulmouche ».
La sua pittura ebbe subito successo: colpì l'eleganza degli abiti e delle pose, ma anche il "carattere" vivo e spontaneo che egli sapeva conferire alle sue modelle.
Ragazza (1852) fu acquistata da Napoleone III, Il primo passo (1853) dall'imperatrice Eugenia, e Pomeriggio dalla principessa Mathilde.
Quando il giovane Claude Monet, che gli era cugino in secondo grado, giunse a Parigi, Toulmouche lo aiutò e lo guidò nei primi tempi di vita parigina.
Negli anni seguenti, circondato dalla fama dei pittori più celebri del Secondo Impero (come Alfred Stevens, Carolus-Duran, Jean-Léon Gérôme o William Bouguereau, ai quali spesso non fu secondo nella ritrattistica), Toulmouche vide a poco a poco offuscarsi la sua notorietà, come avvenne del resto per tanti altri pittori accademici o realisti di quel periodo.

Auguste Toulmouche fu decorato con la Legion d'Onore nel 1851. Nel 1890 si spense a Parigi all'età di 61 anni e fu sepolto nel cimitero di Montparnasse.

## Opere
- 1852 - Ragazza
- 1853 - Il primo passo
- 1855 - La lezione di lettura
- 1861 - Il nuovo arrivato
- 1866 - La fidanzata esitante
- 1867 - Consolazione
- 1868 - Lo sguardo di ammirazione
- 1868 - Lo specchio
- 1870 - Il bacio
- 1877 - Dolce far niente
- 1879 - La lettera
- 1880 - Ritratto di Rose Caron
- 1881 - Giovane in un interno
- 1883 - Bellezza elegante
- 1883 - Il biglietto
- 1886 - Giovane nel roseto
- 1889 - Vanità
- N.D. - Il vestito blu
- N.D. - In biblioteca
- N.D. - Un pomeriggio tranquillo
- N.D. - Preparazione al ballo

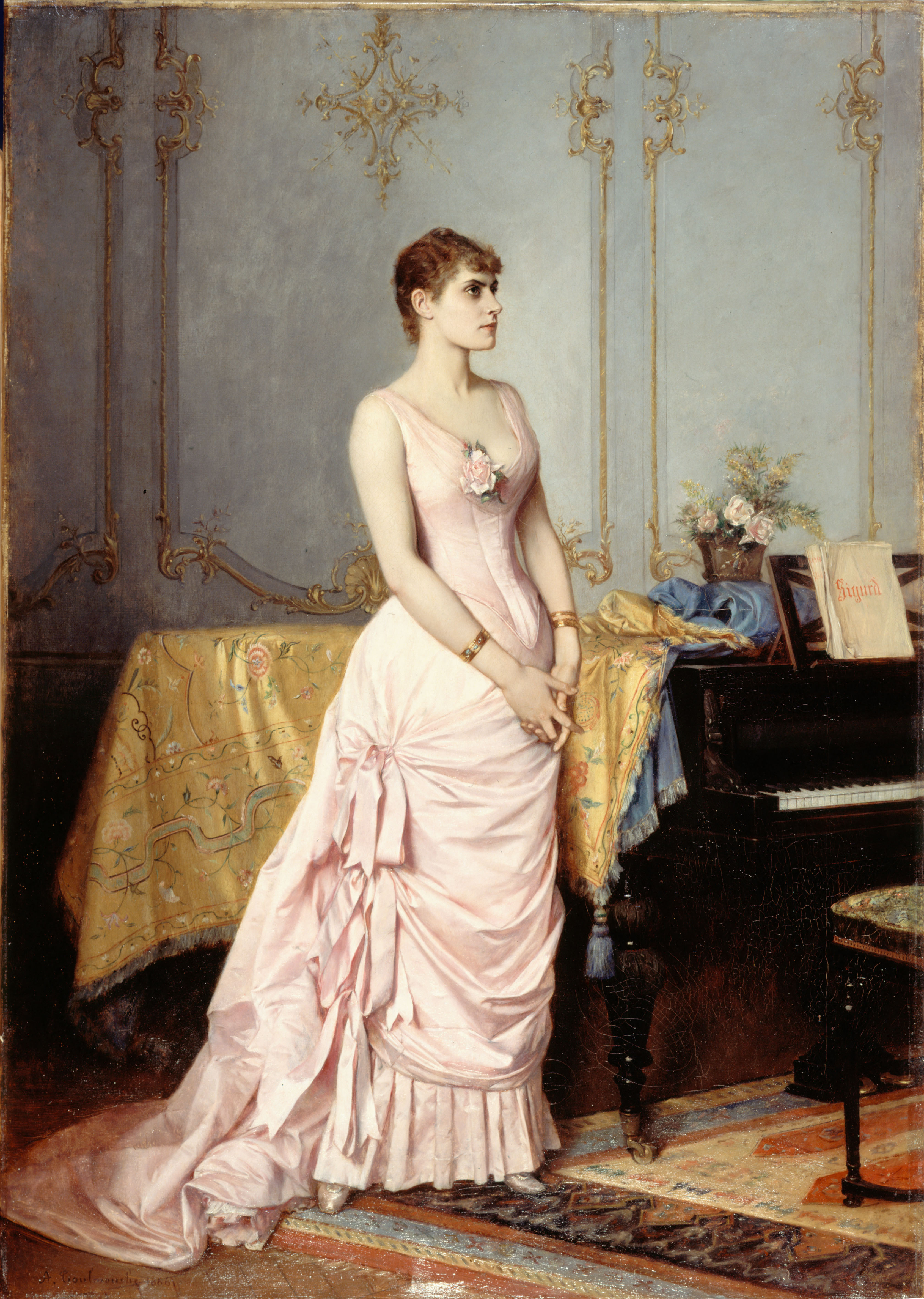
Rose Caron

- N.D. - La preghiera prima di dormire
- N.D. - La lezione
- N.D. - Il biglietto d'amore

## Galleria d'immagini

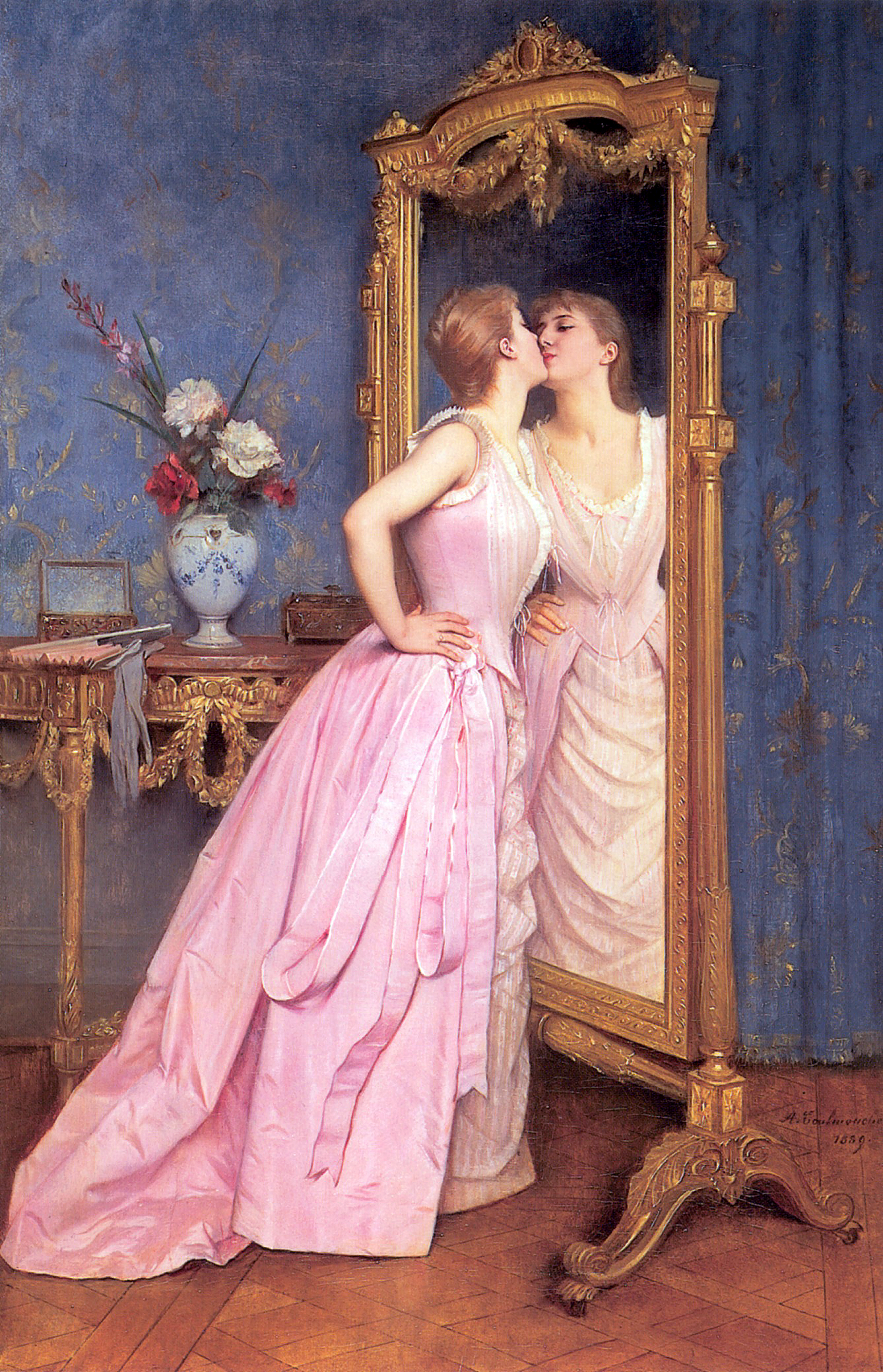
Vanità.
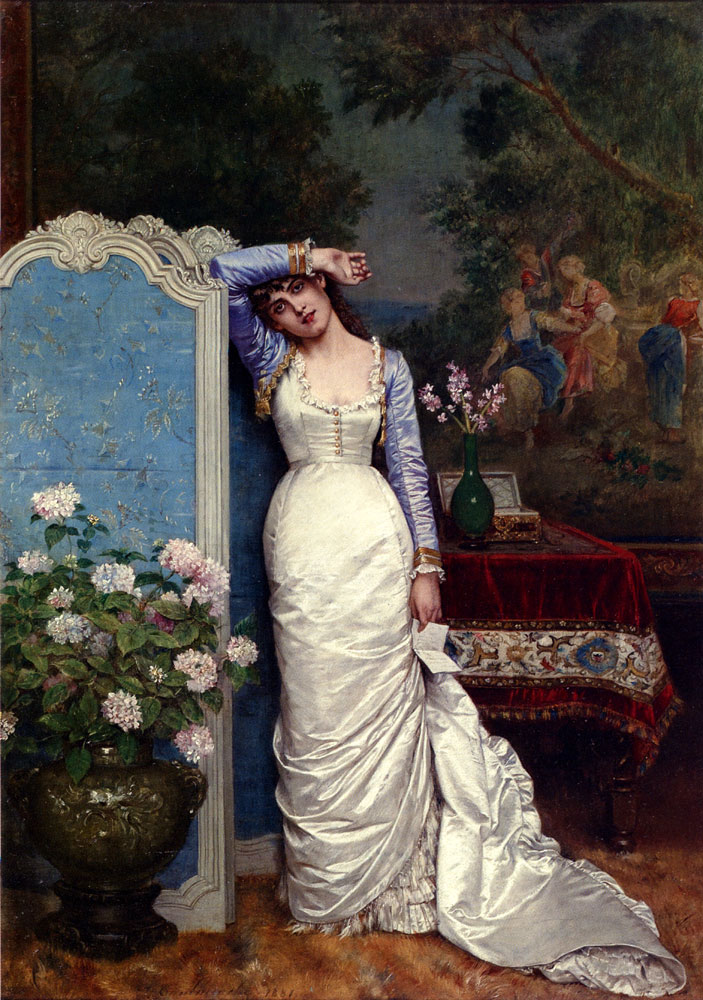
Giovane in un interno.
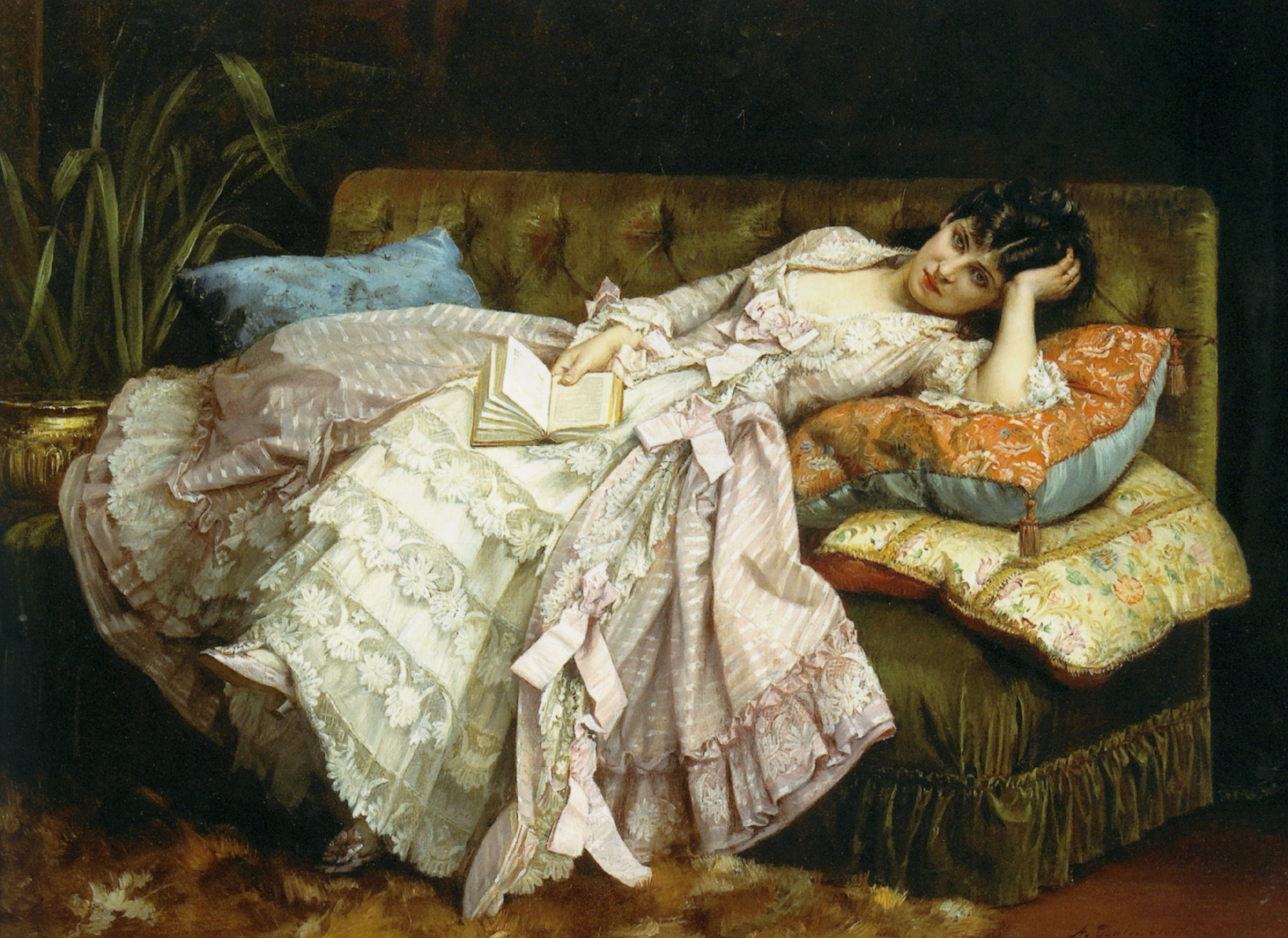
Dolce far niente.
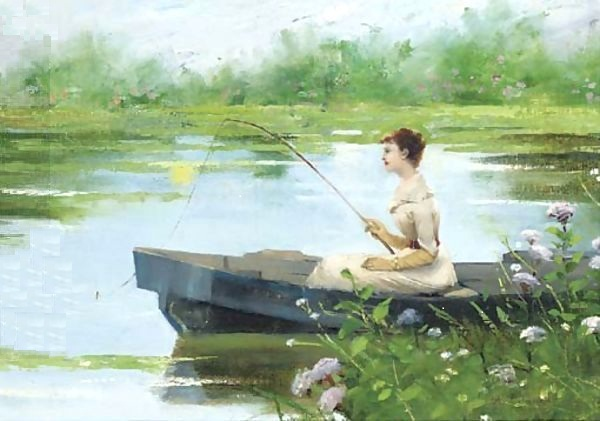
Un pomeriggio tranquillo.
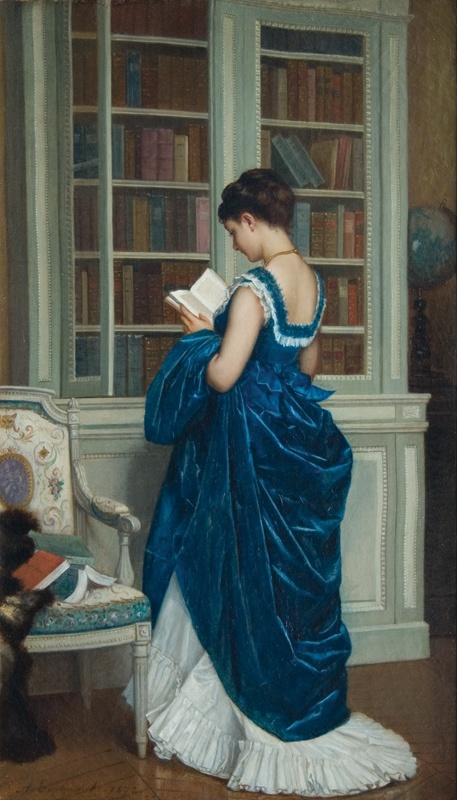
In biblioteca.
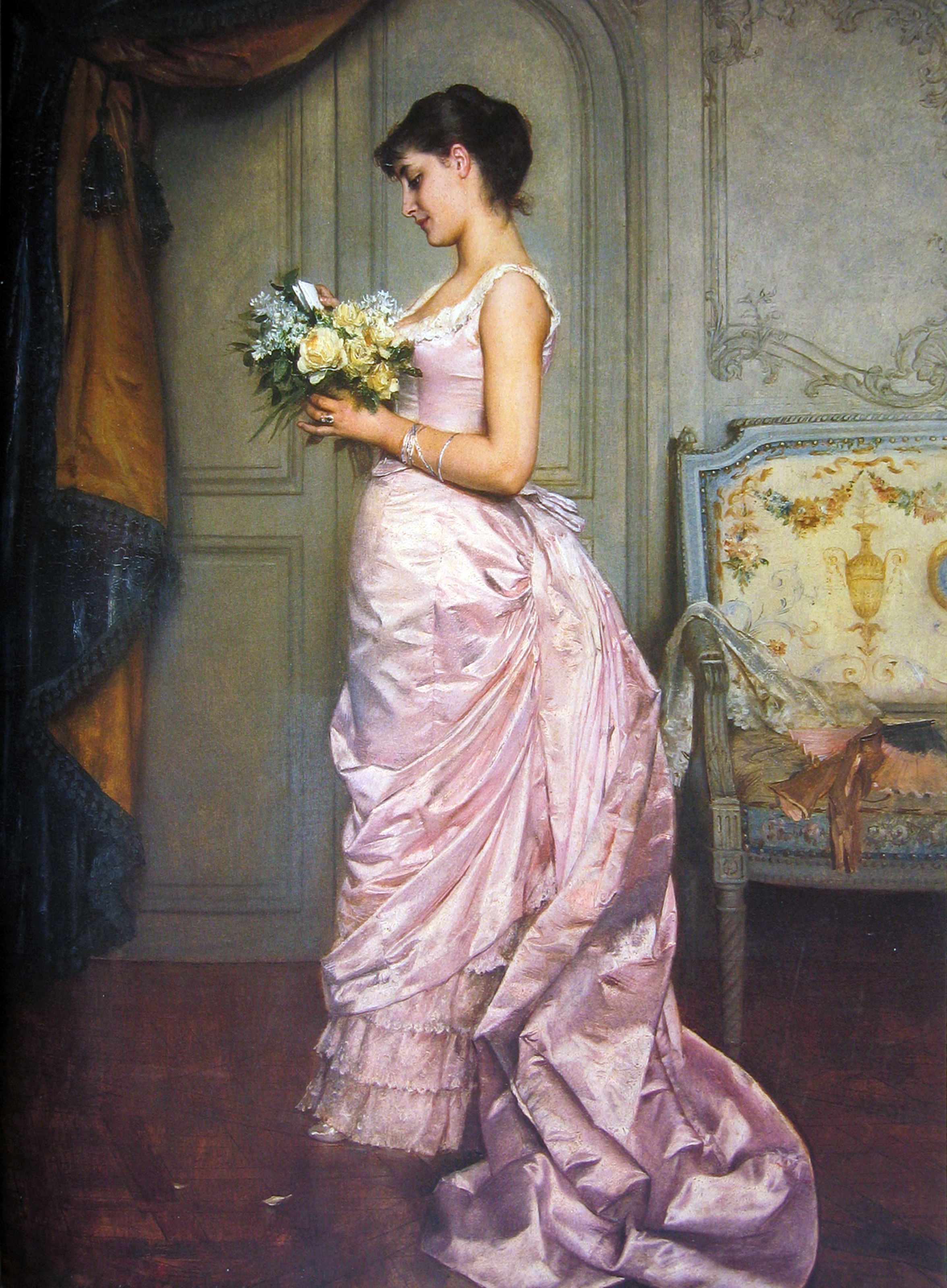
Il Biglietto.
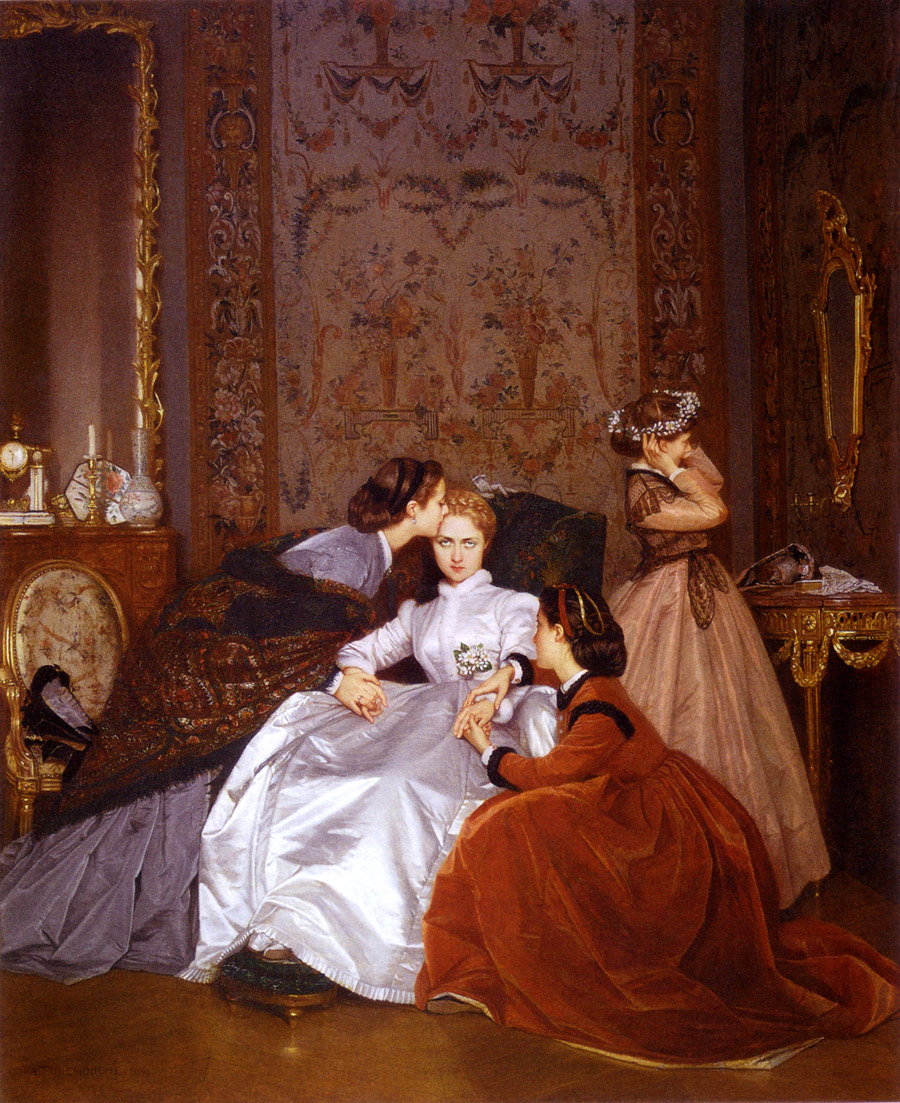
La Fidanzata esitante.
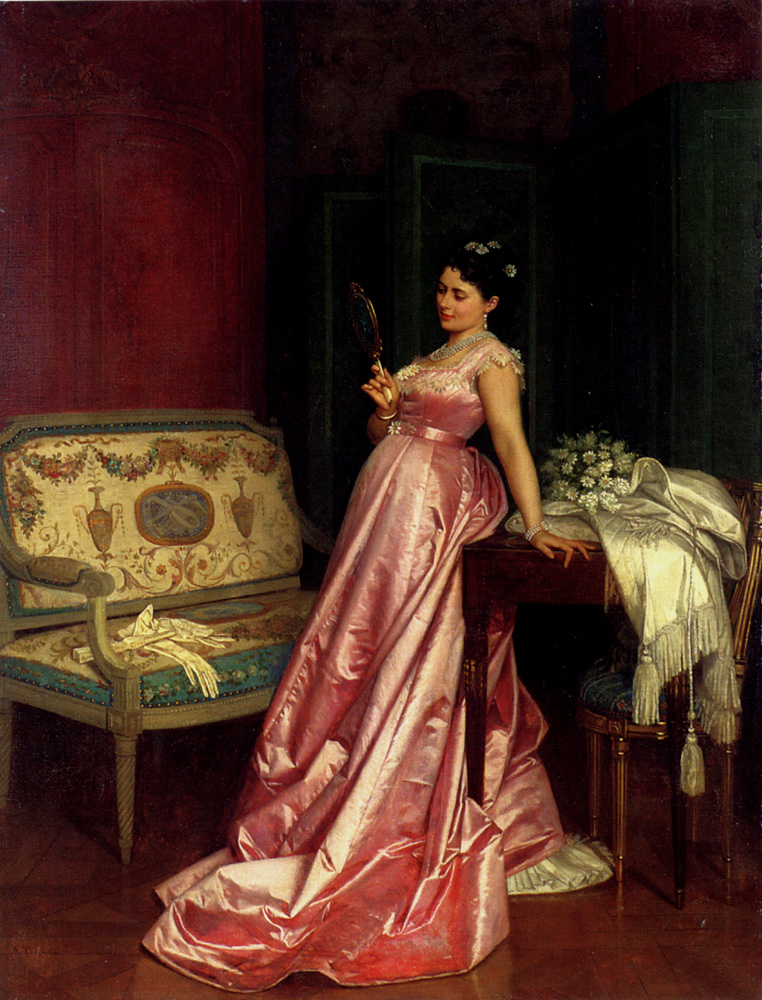
Lo Specchio.
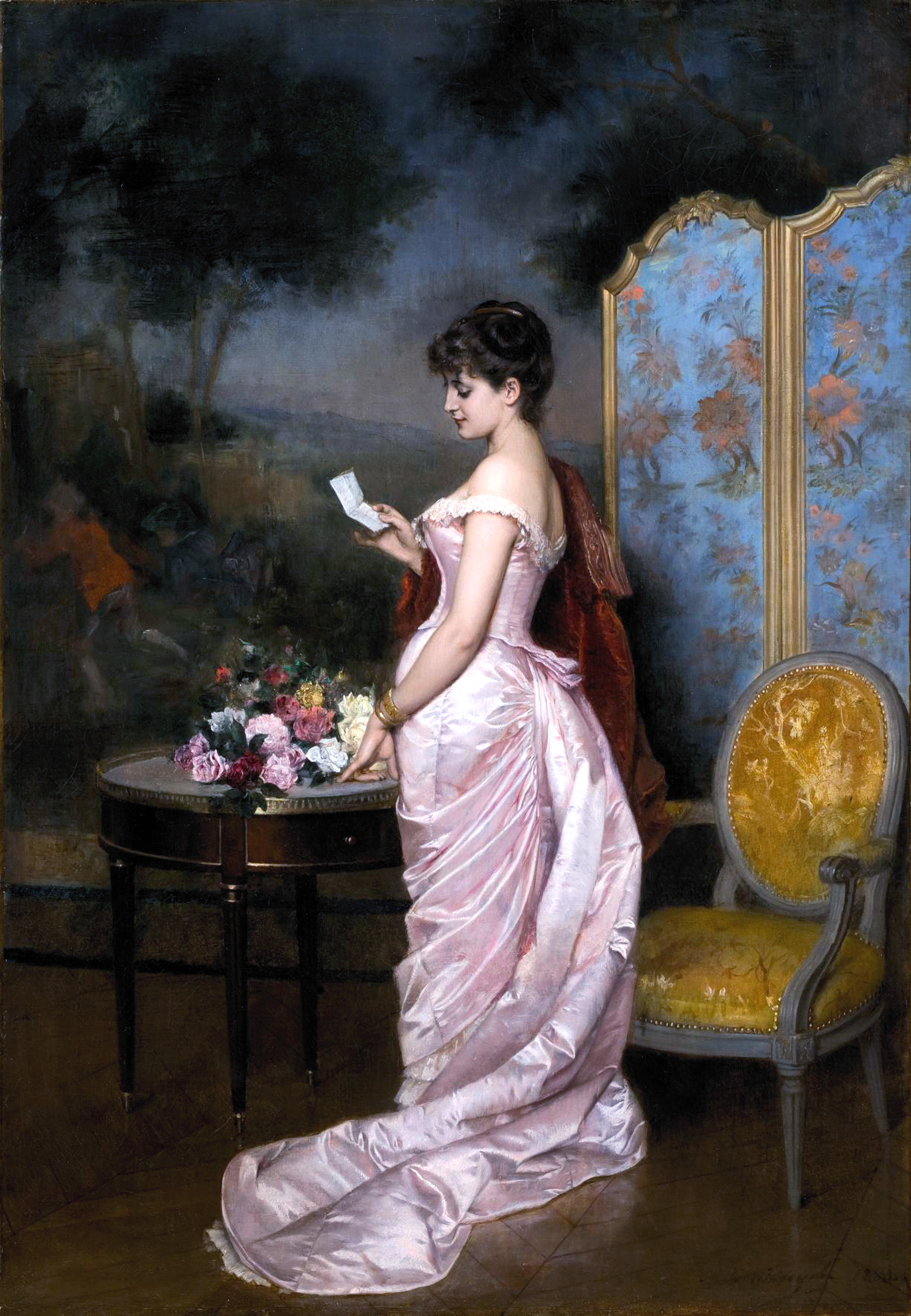
Il Biglietto.
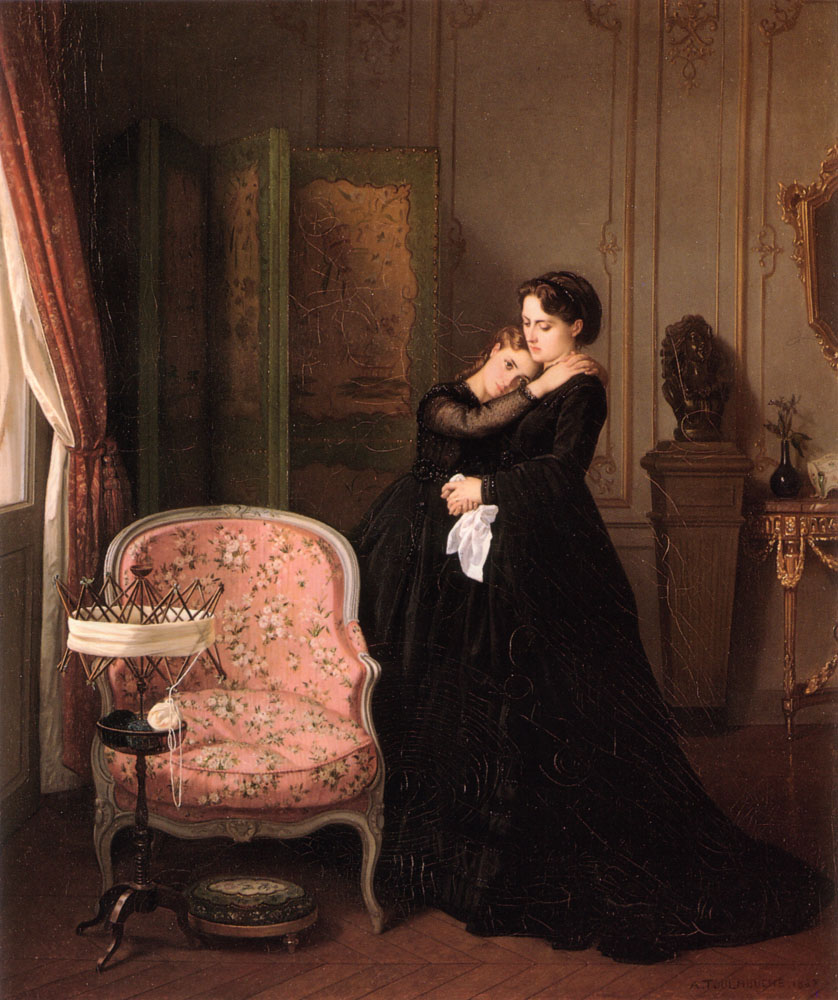
Consolation
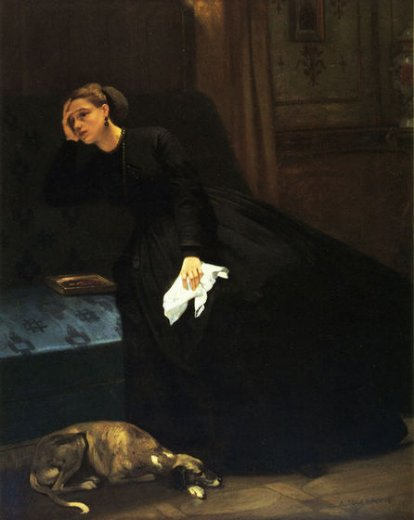
Amore Perduto

## Collegamenti esterni

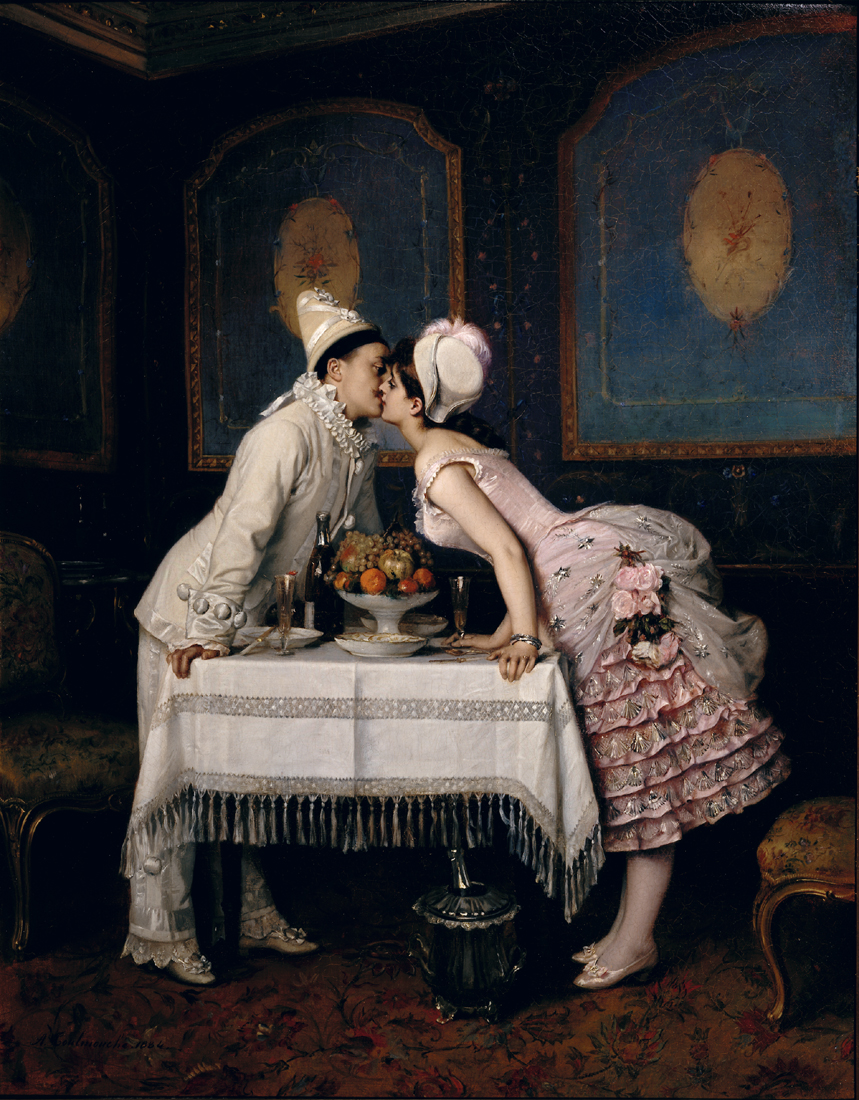
Il bacio